# Hong Kong Film Award
Hong Kong Film Award – coroczna nagroda filmowa przyznawana przez organizację non-profit Hong Kong Film Awards Association. Po raz pierwszy nagrodę przyznano w 1982, a w grudniu 1993 roku została włączona do Hong Kong Film Awards Association Limited. Rada reżyserów składa się z trzynastu profesjonalnych hongkońskich ciał filmowych i organizuje comiesięczne spotkania wykonawcze w celu podejmowania decyzji w sprawach polityki, która będzie realizowana przez sekretariat. Celem nagrody jest promowanie hongkońskich filmów lokalnie i zagranicą. Nagroda przyznawana jest w dziewiętnastu kategoriach.